# 猛獣王S
猛獣王S（モウジュウオウS）は、2002年にサミーが開発・販売したパチスロ機である。
大ヒットマシン『獣王』の後継機として登場したが、本機の登場までに数々の問題が生じた。まず、コピー打法発覚によるサミーグループの戦線離脱、『灼熱牙王』のリリース自粛、そして『ミリオンゴッド』などの爆裂機自粛要請による、『獣王』の後継機として既に内定しつつあった『超獣王』の自粛を受けて本機はリリースされた。

## 仕様
前作の特色であった12択の15枚フラグとサバンナチャンスは健在で、ドット演出から液晶へとパワーアップ。前作は1Gのみの演出であったが、本機はAT抽選による連続性ある演出が存在した。更には、液晶のメインキャラがプレイヤー自身で決められ、ライオン、ダチョウ、ゴリラそれぞれの選択によるBGMやATのゲーム性の違いが本機のゲーム性の幅を広げた。ちなみに、揃えるビッグボーナス絵柄によって選択も可能だが、通常時2枚掛けで3回消化するだけでも変更可能であった。
サバンナチャンスにおける、高速消化による1G上乗せなどの秘技はできなくなったものの、ビッグボーナス中に1回目のレギュラーボーナスで緑7・リプレイ・緑7をビタ押しすることで終了後の高確率状態継続G数を決めるミニゲームを3択→2択にできたり、リプレイはずしで7を揃えると当選確率が256分の1ではあるがサバンナチャンス抽選が行われたりと技術介入要素も盛り込まれており、技術介入世代のプレイヤーをも取り込んだ。ちなみに、ビッグボーナス中に450枚以上獲得してもサバンナチャンス突入が確定する。

### 天井
更に、天井においては1201G以降のチェリー成立でほぼ天井サバンナチャンスが発動し、以降ボーナス成立までチェリー成立毎にほぼ発動するようになっている。しかも、朝イチ店側の設定によっては朝から天井間近のG数に仕込み可能であり、一種のモーニングも可能であった。

### ボーナス確率
メーカー発表値
| 設定 | BIG     | REG      | 機械割 |
| ---- | ------- | -------- | ------ |
| 1    | 1/439.8 | 1/1310.7 | 95.5%  |
| 2    | 1/399.6 | 1/1310.7 | 97.8%  |
| 3    | 1/439.8 | 1/1191.6 | 102.9% |
| 4    | 1/399.6 | 1/1092.3 | 108.3% |
| 5    | 1/439.8 | 1/993.0  | 115.5% |
| 6    | 1/297.9 | 1/720.2  | 119.9% |

## 歴史
リリース当初は、爆裂機問題によって新しい認定基準を設けようという話題が出はじめ、本機はその認定基準によって登場したという噂が一部で流れ、誰もがそれまでのマシンと比べると出ないと錯覚したおかげで人気が出なかったものの、後に認定基準の改正は本年10月から行われ、本機はそれまでの要件でリリースされたことや、ホールのランキングで万枚や2万枚など頻度は落ちたものの好成績を上げているということで前作に劣らないほどの人気を集め、この年リリースされた機種の中で一番良かったと各パチスロ雑誌で取り上げられるほどとなった。
その後、本機は4号機再区分により4.1号機と認定され、絶大な人気があったにもかかわらず新たに設置できない事態となったものの、4.5号機バージョンの『猛獣王G』の登場で本機のような爆発力は影を潜めるものの、変わらないゲーム性で一部ホールに設置されていた。

## 実機
■モーニング仕込み
以下の手順で
650G/700G/800G/900G/1000G/1100G/1150G
のいずれかが消化された状態になる。 
1. ライオン画面以外にしておく
2. 電源をOFF
3. 設定鍵をON
4. サブ基板のディプスイッチの右から2番目をON
5. 左の黄色のスイッチを押したまま電源ON
6. スタートレバーを叩く
7. 設定鍵をOFF
8. 4のディプスイッチを戻す
9. ライオン液晶に戻っていれば完了

## ゲーム機
- オンラインゲームサイト『777town.net』にてプレイが可能である。